# Governo Rajoy I
Il Governo Rajoy I fu l’esecutivo in carica nel Regno di Spagna, per 4 anni 10 mesi 11 giorni, dal 21 dicembre 2011 al 31 ottobre 2016 (sebbene dimissionario dal 22 dicembre 2015). Nato dal risultato delle elezioni del 2011, fu l’unico della X legislatura, così come dell’XI, vista l’incapacità delle forze politiche, dopo le successive elezioni del 2015, di formare un nuovo governo.
Il 31 ottobre 2016, gli successe il Governo Rajoy II.

## Situazione parlamentare
Al momento dell’entrata in carica del governo, il 21 dicembre 2011:
| Camera                 | Collocazione                | Partiti                                                                        | Seggi     |
| ---------------------- | --------------------------- | ------------------------------------------------------------------------------ | --------- |
| Congresso dei Deputati | Maggioranza                 | PP (186)                                                                       | 186 / 350 |
| Congresso dei Deputati | Appoggio esterno/Astensione | Appoggio esterno: FA (1) Astensione: A (7), EAJ/PNV (5), CC (2)                | 15 / 350  |
| Congresso dei Deputati | Opposizione                 | PSOE/PSC (110), CiU (16), IU (11), UPyD (5), ERC (3), BNG (2), C (1), GBai (1) | 149 / 350 |

Al momento dello scioglimento dell’XI legislatura delle Corti Generali dopo il fallimento nella formazione di un nuovo governo, il 19 luglio 2016:
| Camera                 | Collocazione                | Partiti                                                                                         | Seggi     |
| ---------------------- | --------------------------- | ----------------------------------------------------------------------------------------------- | --------- |
| Congresso dei Deputati | Governo                     | PP (120)                                                                                        | 120 / 350 |
| Congresso dei Deputati | Appoggio esterno/Astensione | Appoggio esterno: FA (1) Astensione: EAJ/PNV (6), CC (1)                                        | 8 / 350   |
| Congresso dei Deputati | Opposizione                 | PSOE/PSC (89), P (59), C’s (40), ERC (9), DiL (8), EM (6), C (4), IU-UPeC (2), EHB (2), UPN (2) | 222 / 350 |

## Composizione
Partito Popolare (PP)
     Indipendenti
| Carica                                          | Titolare                                                                                 | Titolare | Titolare                                                   | Partito      |
| ----------------------------------------------- | ---------------------------------------------------------------------------------------- | -------- | ---------------------------------------------------------- | ------------ |
| Presidente del Governo                          |                                                                                          |          | Mariano Rajoy Brey                                         | PP           |
| Vicepresidente Presidenza Portavoce del Governo |                                                                                          |          | María Soraya Sáenz de Santamaría Antón                     | PP           |
| Affari esteri e Cooperazione internazionale     |                                                                                          |          | José García-Margallo y Marfil                              | PP           |
| Giustizia                                       |                                                                                          |          | Alberto Ruiz-Gallardón Jiménez (fino al 29 settembre 2014) | PP           |
| Giustizia                                       | Rafael Catalá Polo (dal 29 settembre 2014)                                               |          |                                                            | PP           |
| Interno                                         |                                                                                          |          | Jorge Fernández Díaz                                       | PP           |
| Difesa                                          |                                                                                          |          | Pedro de Morenés Álvarez de Eulate                         | Indipendente |
| Finanze e Amministrazioni pubbliche             |                                                                                          |          | Cristóbal Ricardo Montoro Romero                           | PP           |
| Economia e Competitività                        |                                                                                          |          | Luis de Guindos Jurado                                     | Indipendente |
| Agricoltura, Alimentazione ed Ambiente          |                                                                                          |          | Miguel Arias Cañete (fino al 28 aprile 2014)               | PP           |
| Agricoltura, Alimentazione ed Ambiente          | Isabel García Tejerina (dal 28 aprile 2014)                                              |          |                                                            | PP           |
| Industria, Energia e Turismo                    |                                                                                          |          | José Manuel Soria López                                    | PP           |
| Sviluppo                                        |                                                                                          |          | Ana María Pastor Julián                                    | PP           |
| Salute, Servizi sociali e Uguaglianza           |                                                                                          |          | Ana Mato Adrover (fino al 26 novembre 2014)                | PP           |
| Salute, Servizi sociali e Uguaglianza           | María Soraya Sáenz de Santamaría Antón (ad interim) (dal 26 novembre al 3 dicembre 2014) |          |                                                            | PP           |
| Salute, Servizi sociali e Uguaglianza           | Alfonso Alonso Aranegui (dal 3 dicembre 2014)                                            |          |                                                            | PP           |
| Istruzione, Cultura e Sport                     |                                                                                          |          | José Ignacio Wert (fino al 26 giugno 2015)                 | Indipendente |
| Istruzione, Cultura e Sport                     |                                                                                          |          | Íñigo Méndez de Vigo y Montojo (dal 26 giugno 2015)        | PP           |
| Impiego e Sicurezza sociale                     |                                                                                          |          | Fátima Báñez García                                        | PP           |

Fonte: